# Дијего Пабло Севиља
Дијего Пабло Севиља Лопез (шп. Diego Pablo Sevilla López; Сан Мартин де ла Вега, 4. март 1996) шпански је професионални бициклиста који тренутно вози за UCI про тур тим — Полти—комета. У млађим категоријама возио је за фондацију Алберта Контадора, а каријеру је почео 2018. године у тиму који су покренули Контадор и Иван Басо; исте године је освојио брдску класификацију на Тур ла Провенс трци. Године 2019. завршио је на другом мјесту у брдској класификацији на трци Вуелта чиклиста Комунидад де Мадрид, док је 2022. завршио на другом мјесту у брдској класификацији на Около Словенска трци у Словачкој.
Године 2023. возио је своју прву гранд тур трку — Ђиро д’Италију, гдје је завршио на петом мјесту у класификацији за бијег и на десетом мјесту у спринт класификацији.